# Pavonia heterostemon
Pavonia heterostemon är en malvaväxtart som beskrevs av Ignatz Urban. Pavonia heterostemon ingår i släktet påfågelsmalvor, och familjen malvaväxter. Inga underarter finns listade i Catalogue of Life.